# Liste der Ortspyramiden im Vogtlandkreis
Die Liste der Ortspyramiden im Vogtlandkreis bietet einen Überblick der aktuellen und ehemaligen drehbaren Ortspyramiden in den Städten und Gemeinden des Vogtlandkreises auf öffentlichen Plätzen. Die ursprünglich für den häuslichen Gebrauch angefertigten Weihnachtspyramiden werden seit den 1930er-Jahren auch als große Freilandpyramiden hergestellt. Sie sind fester Bestandteil des Brauchtums im sächsischen Erzgebirge, dessen Vorland sowie auch in Teilen des sächsischen Vogtlandes.

## Aktuelle Ortspyramiden
Die folgende Tabelle bietet einen Überblick über die in den Grenzen des Vogtlandkreises existierenden Großpyramiden, die von den Städten und Gemeinden, mit deren Genehmigung bzw. auf deren oder gemeinschaftlicher Initiative aufgestellt wurden.
| Abbildung                            | Ort                                    | Standort                                                                           | Baujahr | Geschichte |
| ------------------------------------ | -------------------------------------- | ---------------------------------------------------------------------------------- | ------- | --- |
| Auerbach/Vogtl.                      | Auerbach/Vogtl.                        | Ecke Bebelstraße/Breitscheidstraße 50° 30′ 19,32″ N, 12° 24′ 0,65″ O               |         | Thematisch bezieht sich die Auerbacher Ortspyramide auf den sie umgebenden Wald und den Bergbau. Die Achse ist als Baum gestaltet, die Figuren sind ein Bergmann, eine Pilzsammlerin, ein Förster und eine Holzsammlerin. |
| Bad Elster                           | Bad Elster                             | Badeplatz 50° 16′ 55,18″ N, 12° 14′ 25,58″ O                                       | 2009    | Mit der etwa fünf Meter hohen, dreietagigen Pyramide wurde die Idee des ehemaligen Vorsitzenden des Elsteraner Gewerbevereins Matthias Lange umgesetzt, der die Verwirklichung jedoch nicht mehr erlebte. Gebaut wurde sie in etwa 300 Arbeitsstunden von engagierten Handwerkern und Bürgen. Die Kosten beliefen sich auf rund 8000 Euro die u. a. von vielen Sponsoren erbracht wurden. Bei den Figuren wurde besonderes Augenmerk auf die Historie das Badeortes gelegt. So finden sich neben Weihnachtsmann und Engelsfiguren u. a. auch ein Bademännchen mit Wanne, Wanderwegweiser und Parkbank. |
| Beerheide                            | Beerheide (Auerbach/Vogtl.)            | Kulturhaus Beerheide, Rempesgrüner Str. 36 50° 28′ 34,07″ N, 12° 25′ 40,73″ O      |         | Auf den zwei Etagen der Ortspyramide von Beerheide befinden sich Figuren mit ortstypischen Tätigkeiten bzw. mit Bezug zum Wald. |
| Falkenstein/Vogtl.                   | Falkenstein/Vogtl.                     | Schloßplatz 50° 28′ 35,04″ N, 12° 22′ 9,98″ O                                      | 1958    | Die Pyramide war die erste im Vogtland und begründete seinerzeit einen neuen Brauch. Das Gestell war ursprünglich aus Holz. Nachdem jedoch Verwitterungserscheinungen sichtbar wurden, entstand eine Stabpyramide aus Metall mit Figuren der damaligen Falkensteiner Schnitzergruppe. Nach einer Generalüberholung 1970 fertigte die Schnitzergruppe 1983 neue Halbrelieffiguren mit vogtländischen Motiven an. Unter diesen neun 90 Zentimeter hohen Figuren sind u. a. Bergmann, Rupprich, Moosmann, und -frau. |
| Friesen (Reichenbach)                | Friesen (Reichenbach im Vogtland)      | Hauptstraße, Ortszentrum 50° 38′ 10,4″ N, 12° 16′ 27,45″ O                         | 2013    | Die Idee zum Bau einer Pyramide datiert aus dem Jahr 2012. Innerhalb eines Jahres wurde eine dreietagige, mehr als 4,5 Meter hohe Stabpyramide realisiert. Sie ist ein Gemeinschaftswerk von zehn im Pyramidenclub organisierten Einwohnern. Zuunterst dreht sich auf einer Seite das Tellers ein Modell der unter Denkmalschutz stehenden Ortsschmiede, auf der gegenüberliegenden Seite ist Christi Geburt im Stall zu sehen. Darüber finden sich ortstypische und winterliche Figuren und ganz oben dreht sich ein zentriert eingesetzter Baum als Symbol für den Wald. |
| Grünbach (Bayrischer Hof)            | Grünbach                               | Bayerischer Hof 50° 26′ 27,61″ N, 12° 21′ 51,7″ O                                  |         | Die 4,3 Meter hohe, dreietagige Pyramide ist von einem blau bemalten Flügelrad gekrönt und wurde von Klaus Bauer aus Falkenstein/Vogtl. gebaut. Sie war früher Eigentum des Besitzers des „Bayerischen Hofes“. Mit dessen Geschäftsaufgabe verschwand sie in der Saison 2014/15 kurzzeitig aus dem Ortsbild, bis die Gemeindeverwaltung sie erwarb. Mit dem neuen Besitzer der Gastwirtschaft ist man übereingekommen, dass sie neuerlich zur Saison 2015/16, und auch weiterhin am angestammten Platz aufgestellt werden kann. Auf den drei Tellern sind ebenfalls von Klaus Bauer entworfene und gefertigte Figuren aus bemaltem Buchenholz platziert. Darunter Weihnachtsmann, Moosmann, Holzweibel und -männel und Stollenfrau sowie weitere, mit den vogtländischen Traditionen verbundene Figuren. |
| Grünbach (Freiwillige Feuerwehr)     | Grünbach                               | Freiwillige Feuerwehr Grünbach 50° 26′ 41,19″ N, 12° 22′ 0,22″ O                   |         | Die 3 Meter hohe, dreietagige Pyramide ist von einem blau bemalten Flügelrad gekrönt und wurde wie die baugleiche, größere Pyramide am Bayrischen Hof in Grünbach von Klaus Bauer aus Falkenstein/Vogtl. gebaut. Sie war früher Eigentum Erbauers und stand vor dessen Wohnhaus in Falkenstein/Vogtl. Nach dem Wegzug Bauers aus dem Vogtland fand die als „Drehturm“ bezeichnete Pyramide im Jahr 2022 einen neuen Standort vor der Freiwilligen Feuerwehr Grünbach. Auf den drei Tellern sind ebenfalls von Klaus Bauer entworfene und gefertigte Figuren aus bemaltem Buchenholz platziert. Darunter Weihnachtsmann, Moosmann, Holzweibel und -männel und Stollenfrau sowie weitere, mit den vogtländischen Traditionen verbundene Figuren. Nach dem Aufstellen der zweiten Grünbacher Ortspyramide fand im Advent 2022 erstmals der „Grünbacher Pyramidenspaziergang“ von der Feuerwehr zum Bayrischen Hof statt. |
| Irfersgrün                           | Irfersgrün (Lengenfeld)                | Kirchgasse, neben der Kirche 50° 36′ 44,29″ N, 12° 25′ 33,31″ O                    | 1988    | Erbaut wurde die Pyramide in etwa 200 Arbeitsstunden von den Bürgern Dietrich Klopfer und Joachim Ullmann. Zur Weihnachtszeit 2015/16 wurde die zuvor reparierte Pyramide – nach längerem Stillstand aufgrund eines Schadens – feierlich wieder in Gang gesetzt. Weitere Instandsetzungen sollen folgen. Zu sehen sind auf der Pyramide eine Waldszene in der unteren Etage, in der Mitte Bergmänner und Engel und in der oberen Etage ein Schäfer mit Schafen. |
| Jößnitz                              | Jößnitz                                | Dorfplatz Jößnitz 50° 32′ 45,11″ N, 12° 8′ 16,38″ O                                |         | Pyramidengerüst ohne Flügelrad, das wie ein Nadelbaum gestaltet ist. Die Figuren haben ortstypische Tätigkeiten und sie sind spiralförmig angeordnet. |
| Kleingera                            | Kleingera (Elsterberg)                 | vor dem Rittergut 50° 37′ 18,26″ N, 12° 11′ 52,28″ O                               | 2018    | Die dreistöckige ist neun Meter hoch. Sie wurde von dem im Ort ansässigen Zimmerer Jürgen Söllner gefertigt. Figuren sind u. a. ein Jäger, ein Weihnachtsmann und ein Schneemann. |
| Klingenthal                          | Klingenthal                            | Marktplatz 50° 21′ 27,77″ N, 12° 28′ 4,8″ O                                        | 2006    | Die Vorgängerpyramide von 1982 wurde 2004 letztmals aufgebaut. Sie wurde später restauriert und wird seit 2008 im vogtländischen Wildenau aufgebaut. Ihre ursprünglichen Figuren sind im Klingenthaler Musik- und Wintersportmuseum zu sehen. Die Stabpyramide mit drei Drehtellern wurde vom „Handel-, Gewerbe- und Tourismusvereins Klingenthal/Zwota e.V.“ geschaffen. Die Kosten beliefen sich auf rund 11.000 €. Seit Juni 2012 ist sie mit neuen Figuren bestückt, bis dahin waren noch die des Vorgängermodells aufgestellt. Die derzeit leere, obere Etage soll mit einem Krippenbild und Stadtansichten ergänzt werden. Die Pyramide ist ganzjährig aufgestellt und kann außerhalb der Weihnachtszeit durch Münzeinwurf in Gang gesetzt werden. |
| Ortspyramide Morgenröthe-Rautenkranz | Morgenröthe-Rautenkranz (Muldenhammer) | Rautenkranz, neben Carlsfelder Straße 2 50° 27′ 32,31″ N, 12° 29′ 32,81″ O         | 2003    | Pyramidenhaus mit drei Etagen. In der unteren Etage befindet sich die Christgeburt und Spanbäume, in der mittleren Etage Nussknacker und in der oberen Etage Engel. Ein baugleiches, aber kleineres Pyramidenhaus befindet sich am Kirchberg im Ortsteil Rautenkranz am Kirchberg. Dieses ist folgendermaßen bestückt: auf der unteren Etage befinden sich Waldarbeiter, auf der mittleren Etage spielende Kinder und auf der obersten Etage sind Rehe. |
| Mühlhausen                           | Mühlhausen (Bad Elster)                | Feuerwehr 50° 17′ 39,26″ N, 12° 16′ 0,63″ O                                        | 2012    | Erbauer der Stabpyramide sind Zimmerermeister Gerhard und dessen Sohn Steffen Sörgel. Gefertigt wurde sie in rund 300 Arbeitsstunden, wobei die Zimmerei Sörgel alle anfallenden Kosten übernahm. Die vier Holzfiguren stellen das obervogtländische Landleben in Form von Bauer, Zimmer-, Moosmann und einer Kräuterfrau dar. Hergestellt wurden sie von einem vogtländischer Schnitzer. Sie wurden aus privaten Spenden sowie einem Beitrag des Dorfclubs Mühlhausen finanziert. |
| Mühlleithen                          | Mühlleithen (Klingenthal)              | Ferienhotel links neben der Waldstraße 50° 24′ 26,84″ N, 12° 29′ 16,74″ O          | 1987    | Pyramide mit einer Etage, geschaffen vom örtlichen Schnitzverein. |
| Mylau                                | Mylau (Reichenbach im Vogtland)        | Markt 50° 37′ 12,05″ N, 12° 15′ 51,31″ O                                           |         | |
| Netzschkau                           | Netzschkau                             | Markt 50° 36′ 47,26″ N, 12° 14′ 55,83″ O                                           |         | Pyramide mit einer Etage und Wichteln |
| Neuensalz                            | Neuensalz                              | Hauptstraße, Nähe Kapelle Neuensalz 50° 30′ 18,25″ N, 12° 13′ 27,82″ O             |         | Pyramidenähnliches Bauwerk ohne Flügelrad und Rotationsfunktion. Neben Bergmann und Engel befinden sich ein Nussknacker und ein Räuchermännchen (Lichtertürke) auf dem Bauwerk. |
| Neumark                              | Neumark                                | Markt, vor dem Rathaus 50° 39′ 24,03″ N, 12° 21′ 15,47″ O                          | 1996    | Pyramide mit vier Etagen zeigt verschiedene Märchen. |
| Ortspyramide Neustadt                | Neustadt/Vogtl.                        | Oelsnitzer Straße, vor dem Gemeindeamt 50° 27′ 41,64″ N, 12° 19′ 57,53″ O          |         | |
|                                      | Oelsnitz/Vogtl.                        | Vor dem Zoephelschen Haus, Grabenstr. 31                                           |         | Bei einem Besuch am 21. Dezember 2021 in Oelsnitz war keine Pyramide vorhanden. |
| Pausa                                | Pausa/Vogtl. (Pausa-Mühltroff)         | Neumarkt, vor dem Rathaus Pausa 50° 34′ 51,48″ N, 11° 59′ 44,79″ O                 | 2008    | Das Gestell der dreietagigen, ca. 5 Meter hohen Stockwerkspyramide wurde im Auftrag der Stadtverwaltung von zwei Mitarbeitern des städtischen Bauhofs gebaut. In der unteren Etage ist Christi′ Geburt dargestellt. In der Mitte sind Waldtiere zu sehen und ganz oben drehen musizierende Engel ihre Runden. Die Figuren bemalte Adeline Rudowsky aus Pausa. |
| Plauen                               | Plauen                                 | Altmarkt 50° 29′ 37,46″ N, 12° 8′ 9,36″ O                                          |         | |
| Reichenbach                          | Reichenbach im Vogtland                | 50° 37′ 16,2″ N, 12° 18′ 12,78″ O                                                  | 1987    | Die Pyramide wurde von Mitgliedern des Drechsel- und Schnitzvereins Brockau e.V. gefertigt. Im Jahr 2007 wurden die Drehteller Mitarbeiter der Lebenshilfe e.V. erneuert, im Sommer 2012 wurden alle zwölf Figuren sowie der stilisierte Zug durch Karl-Heinz Baumert aus Netzschkau bzw. dem ortsansässigen Peter Wild aufgearbeitet. Die Figuren sind Engel und Bergmann, Koch und Kloßfrau, Rupprich, Nussknacker, Nachtwächter, Beerensammlerin, Feuerwehrmann, Räuchermännchen, Eisenbahner und Schneemann. |
| Ortspyramide Reumtengrün             | Reumtengrün (Auerbach/Vogtl.)          | neben der Evangelischen Grundschule Göltzschtal 50° 30′ 29,11″ N, 12° 21′ 32,88″ O | 2023    | Laut Medienberichten sollte Reumtengrün bereits im Jahr 2022 eine Ortspyramide erhalten. Durch eine Verzögerung in der Fertigung wurde sie erst im Advent 2023 aufgestellt. Die Figuren fertigte der Reumtengrüner Matthias Kämpfer mit der Kettensäge. Es handelt sich um einen Moosmann, Waldarbeiter und eine Holzfrau. |
| Reuth (Bad Elster)                   | Reuth (Bad Elster) (Bad Elster)        | Oberreuth 50° 16′ 31,91″ N, 12° 15′ 34,65″ O                                       |         | |
| Rodersdorf                           | Rodersdorf (Weischlitz)                | Kirchgarten der Gustav-Adolf-Kirche 50° 28′ 17,11″ N, 12° 1′ 21,69″ O              | 1999    | 3,5 Meter hohe Pyramide mit Motiven aus der erzgebirgischen Bergbautradition |
| Rothenkirchen                        | Rothenkirchen (Steinberg)              | Am ehemaligen Bahnhof (Hauptstraße) 50° 32′ 18,63″ N, 12° 30′ 5,84″ O              | 1989    | Die Figuren der Pyramide stehen auf Streben, die wie eine Wendeltreppe angeordnet sind. Bezugnehmend auf das weltweit bekannte Haarpflegeunternehmen Wella, welches seinen Ursprung in Rothenkirchen hat, haben die Pyramidenfiguren Kunsthaare. |
| Schneidenbach                        | Schneidenbach (Reichenbach)            | Dorfplatz 50° 35′ 33,09″ N, 12° 18′ 36,35″ O                                       |         | |
| Schönbrunn                           | Schönbrunn (Bösenbrunn)                | Dorfplatz 50° 24′ 19,13″ N, 12° 7′ 34,58″ O                                        | 1989    | Die Pyramide wurde in Seiffen angefertigt |
| Sohl                                 | Sohl (Bad Elster)                      | 50° 16′ 37,26″ N, 12° 16′ 58,18″ O                                                 | 1989    | Ortspyramide mit drei Etagen. |
| Taltitz                              | Taltitz (Oelsnitz/Vogtl.)              | nahe der Kirche 50° 26′ 14,77″ N, 12° 7′ 1,43″ O                                   | 1984    | Die Idee zum Bau stammt vom damaligen Bürgermeister Gunter Strobel. Die Pyramide ist 4,38 m hoch, hat drei Drehteller und ist einem Huthaus nachempfunden. Anregung für ihr Aussehen holten sich die Erbauer von einer Tischpyramide des Jößnitzer Künstlers Martin Schmidt. Der Bau ist ein Gemeinschaftswerk ortsansässiger Handwerker und interessierter Bürger. Auch Dauercamper von der benachbarten Talsperre Pirk halfen mit. Zum Zeitpunkt ihres ersten Aufbaus war sie die erste Großpyramide im damaligen Kreis Oelsnitz. Im Jahr 2016 wurde Verschleißerscheinungen am hölzernen Gestell durch Instandsetzung entgegengewirkt. Die Pyramide trägt insgesamt 28 Figuren, darunter ein Nachtwächter. Sie wird traditionell am Buß- und Bettag aufgebaut. |
| Tannenbergsthal                      | Tannenbergsthal (Muldenhammer)         | beim Gemeindeamt (ehemaliges Herrenhaus) 50° 26′ 4,43″ N, 12° 27′ 38,85″ O         |         | Pyramide mit drei Etagen. Auf der unteren Etage befinden sich Figuren der biblischen Christgeburt. Auf der mittleren Etagen sind Bergleute und auf der oberen Etage Personen des Alltags dargestellt. |
| Ortspyramide Theuma                  | Theuma                                 | 50° 28′ 19,17″ N, 12° 13′ 15,93″ O                                                 |         | Pyramide mit drei Etagen. Die Figuren sind thematisch dem dörflichen Leben entnommen. |
| Ortspyramide Tirpersdorf             | Tirpersdorf                            | Am Anger, neben der Heimatstube 50° 26′ 6,17″ N, 12° 15′ 21,98″ O                  | 1997    | Die Ortspyramide Tirpersdorf hat vier Etagen. Sie wurde angefertigt von den Heimatfreunden Tirpersdorf. Die Figuren befassen sich mit Themen des dörflichen Alltags, zusätzlich befindet sich auf der Pyramide ein Bergmann und ein Moosmann. |
| Ortspyramide Treuen                  | Treuen                                 | Gewerbegebiet an der A 72 50° 33′ 7,39″ N, 12° 16′ 58,36″ O                        | 2020    | Projekt Weihnachtspyramide 2020 Entworfen, geplant, konstruiert, gefertigt und montiert im Rahmen des Projektes für Auszubildende und Duale Studenten 2020 |
| Ortspyramide Werda                   | Werda                                  | vor der Grundschule Werda 50° 26′ 18,97″ N, 12° 18′ 15,45″ O                       | 1978    | Fünf Meter hoher, dreistöckiger Drehturm aus Eisen mit hölzernen Figuren. |
| Wernesgrün                           | Wernesgrün (Steinberg)                 | Brauereigutshof 50° 31′ 59,46″ N, 12° 28′ 26,64″ O                                 | 2015    | Den Wunsch nach einer Pyramide gab es schon länger in der Gemeinde, die Konstruktion ist ein Gemeinschaftswerk der Gemeindeverwaltung Steinberg und der Wernesgrüner Brauerei. Ihren Aufstellort hat die Pyramide in der Säulenkonstruktion – die gleichzeitig das feste Gestell für das Drehwerk bildet – des Taubenhauses im Brauereigutshof. Auf dem unteren Teller drehen sich die mit der Kettensäge geschnitzten Eichenholzfiguren Maria und Josef mit dem Jesuskind sowie Ochs und Esel. Die beiden drüber befindlichen Tellern wurden vorerst provisorisch mit ebenfalls geschnitzten Holzkerzen bestückt, hier sollen noch Figuren folgen. Die Schnitzereien schuf Jörg Hagen aus Plohn. Am 29. November 2015 wurde sie erstmals feierlich angeschoben. |
| Wildenau                             | Wildenau (Steinberg)                   | 50° 33′ 16,81″ N, 12° 27′ 8,99″ O                                                  | 1982    | Die Stabpyramide mit drei Drehtellern wird seit 2008 in Wildenau aufgestellt, ihr ursprünglicher Standort war in Klingenthal. Gestell und Dach fertigte die Tischlerei Seeling, die Klempnerarbeiten führte Rainer Trautzsch aus Zwota aus. Um das Bauholz und die Anfertigung der Holzschindeln hatte sich der damalige Schönecker Oberförster Thiele gekümmert. Der Motor für den Antrieb stammte aus dem Versorgungskontor des Zwickauer Motorenwerkes. Die drei Teller sowie die acht Aluminium-Flügel wurden im Werk 3 des VEB Klingenthaler Harmonikawerke unter Regie von Paul Meinel und Herold Adler gearbeitet. Die Beleuchtung installierten Heinz Pöhland und Martin Wohlrab. Die Figuren fertigten ehrenamtlich die rund 20 Mitglieder der Schnitzergemeinschaft des Kulturbundes, koordiniert wurden die Arbeiten von Horst Meinhold, Gerhard Meinel und Lothar Glaß. Bestückt war sie ursprünglich mit fünf Waldfiguren ganz unten, fünf Musikanten in der Mitte und vier Wintersportlern auf dem obersten Teller. Warum die Pyramide in Klingenthal nicht mehr aufgebaut wurde, ist nicht eindeutig geklärt. Möglicherweise stand dies im Zusammenhang mit der zeitgleichen Neugestaltung des Marktplatzes. Geplant war eine Entsorgung. Die Figuren blieben in Klingenthal, die Holzteile wurden an die Tischlerei Deyzac in Rothenkirchen abgegeben, wo sie zersägt werden sollten. Der damalige Bauamtsleiter von Steinberg, Ulrich Wolf, hatte die Idee für die Instandsetzung und konnte dafür Unterstützer gewinnen. ABM-Kräfte erneuerten die Dachschindeln, das Gestellt restaurierte Steffen Riedel vom örtlichen Bauhof. Frank Wilfert baute gemeinsam mit seinen Söhnen Florian und Sebastian einen neuen Antrieb ein. Die Bestückung mit neuen Figuren übernahmen die Hobbydrechsler Hendrik Schürer und Christian Zielke. Die Bemalung übernahm Katrin Wolf. Für den untersten Teller gestaltete Kunstmaler Andreas Schott einen Weihnachtsberg, in der Mitte drehen sich zwei Bergleute und ein Engel und auf der oberen Etage eine Kurrende. |

## Ehemalige und/oder nicht mehr existente Ortspyramiden
| Abbildung     | Ort       | Standort                                      | Aufstellzeitraum      | Geschichte |
| ------------- | --------- | --------------------------------------------- | --------------------- | --- |
| externes Bild | Rodewisch | Schloßinsel 50° 31′ 29,54″ N, 12° 24′ 7,87″ O | vor 1982 – mind. 2018 | Pyramide mit drei Etagen. Als Figuren waren Jäger, Holzweibel, Bergmänner und Rupperich vertreten. Im Dezember 2021 stand keine Pyramide bei den angegebenen Koordinaten. 2022 wurde bekannt, dass der Motor der Pyramide defekt und der Betrieb auch wegen der nicht diebstahlsicher befestigten Figuren nicht möglich ist. Nach über 40 Jahren Betriebszeit der durch Karl Renger und Erhard Seifert vom Museum Göltzsch erbauten Pyramide, fand die Bürgermeisterin die Worte: „Es war eine schöne Zeit. Aber das ist jetzt vorbei.“ |